# 徐崇温
徐崇温（1930年7月—2024年2月26日），江苏无锡人，中国马克思主义和社会主义理论专家，中国社会科学院哲学研究所研究员，中国社会科学院荣誉学部委员。
2024年2月26日、逝世。